# Antica Corte Pallavicina
Der Antica Corte Pallavicina, auch Castello Pallavicino oder Palazzo delle Due Torri, war ehemals eine mittelalterliche Niederungsburg und ist heute ein Landgut in Polesine Parmense, einem Ortsteil von Polesine Zibello in der italienischen Region Emilia-Romagna. Es liegt in der Strada Palazzo due Torri 3, wenige Schritte vom Po entfernt. In dem Gebäude sind eine Pension, ein Restaurant und das Culatello- und Schweinemuseum (Museo del Culatello e del Masalén).

## Geschichte
Im Jahre 1249 wurde der Markgraf Oberto Pallavicino, ein wertvoller Condottiere des Kaisers des Heiligen Römischen Reiches, Friedrich II., in das Gebiet von Polesine investiert, wo er eine Festung bauen ließ, die außer der Kontrolle über den benachbarten Hafen am Po, die Kontrolle über den Warenverkehr und den Fährverkehr über den Wasserlauf ermöglichte, für die die Zahlung von Abgaben erforderlich war.
Wenige Jahre später, nach dem Fall der Staufer, brachte sich aber die Stadt Cremona in den Besitz der Güter der Pallavicini und annektierte das Gebiet von Polesine, das sich dadurch von da an nicht mehr an einer Grenze befand. Infolgedessen verlor die Festung ihre ursprüngliche Funktion und wurde aufgegeben.
Der Aufstieg der Viscontis im Herzogtum Mailand ermöglichte es den Markgrafen Pallavicino im 14. Jahrhundert, wieder in den Besitz ihrer Territorien zu gelangen. Die Fluten des Po jedoch beschädigten nicht nur die Festung, sondern dieser verlegte seinen Lauf auch nach Norden und veranlasste den Markgraf Rolando Pallavicino, direkt am neuen Flusslauf eine neue Burg bauen zu lassen, die aber heute nicht mehr existiert.
Die alte Festung, die damals bereits in Ruinen lag, wurde gegen Ende des 15. Jahrhunderts fast vollständig neu erbaut, aber vorwiegend als Wohngebäude, vermutlich im Auftrag von Markgraf Galeazzo Pallavicino, der zum Busseto-Zweig der Familie gehörte. Die Burg, die damals „Casino Bianco“ genannt wurde, behielt die beiden ursprünglichen Ecktürme, aber der Markgraf ließ sie vollständig an seine Wohnbedürfnisse anpassen; es wurde eine Loggia angebaut, das gesamte Gebäude aufgestockt und mit größeren Fenstern versehen. Die Arbeiten, die im 16. Jahrhundert abgeschlossen wurden, betrafen auch die Decken im Erdgeschoss, die mit Schattengewölben versehen wurden, und die Säle, die mit offenen Kaminen und Dekorationen ausgestattet wurden.
Im Laufe des folgenden Jahrhunderts wurden einige Innenräume verändert, darunter der Salon im ersten Obergeschoss, der in mehrere Räume aufgeteilt wurde. Im Laufe des 17. Jahrhunderts wurden darüber hinaus etliche Räume des Palastes mit Tempera dekoriert.
1712 fiel die Burg mit dem Tod des Kardinals Rannuzio Pallavicino an den Markgrafen Vito Modesto Pallavicino, den letzten Erben des Familienzweiges aus Polesine. Als dieser 1731 verstarb, fiel der Palast unter die Besitzungen des Markgrafen Alessandro Pallavicino, der zum Zibello-Zweig der Familie gehörte. Dieser allerdings wohnte nicht mehr in dem Palast, da er die Villa Pallavicino in Busseto bevorzugte.
Sein Enkel Antonio Maria Pallavicino erbte das Anwesen, entschied sich aber, es zu vermieten und es 1780 an die herzogliche Liegenschaftsverwaltung in Parma als Kaserne für die Dragoner zu verkaufen; dies sollte dazu dienen, den Warenschmuggel zwischen den beiden Ufern des Po zu verhindern. Das Gebäude wurde demzufolge verändert; es wurden neue Befestigungen errichtet, die Fenster durch Schießscharten ersetzt und die Wände mit Kalk gestrichen, wodurch die Malereien verlorengingen, die die Säle bereichert hatten.
Um 1830 näherte sich der Po erneut dem Gebäude an, das durch das Wasser schwer beschädigt wurde, so sehr, dass einige Verstärkungsarbeiten und darüber hinaus das Absenken des gesamten Gebäudes erforderlich waren.
Nach der Einigung Italiens war die Grenze gänzlich verschwunden und die Festung verlor ihre Funktion, also beschloss die Liegenschaftsverwaltung ihren Verkauf.
1897 kaufte der ehemalige Bürgermeister von Soragna, Alberto Galeotti, das Gebäude, um darin einen Kindergarten einzurichten. Der Bau erwies sich jedoch als ungeeignet für den Zweck und sieben Jahre später wurde er von den Erben Galeottis an den Unternehmer Giuseppe Muggia verkauft, der ihn teilweise als Lager für Baumaterialien nutzte. Im Folgejahr pachtete die Familie Spigaroli die Ländereien. Da der Po immer näher am Gebäude vorbeifloss, verschlechterte sich die Bausubstanz zusehends, bis einer der beiden Höfe nach einer Flut vollständig einstürzte.
Nach dem Ersten Weltkrieg wurde der kleine Hof vom Pächter eines größeren Landgutes in der Umgebung gepachtet und 1941 kaufte Zemiro Usberti, dem bereits die umgebenden Ländereien gehörten, den alten Palast. Das Gebäude wurde in ein Landgut umgewandelt und in zahlreiche Wohnungen für Bauern und Fischer aufgeteilt, wodurch es vollkommen verfiel.
1990 entschieden sich die Spigarolis, Nachkommen der ersten Pächter, zum Kauf des Anwesens und begannen mit umfassenden Restaurierungsarbeiten, die sich über 20 Jahre hinzogen und nach deren Abschluss alle Räume wieder vollständig hergestellt waren. Die alten Keller erhielten ihre ursprüngliche Funktion zurück und wurden zur Lagerung von Culatelli und  Parmesanlaiben genutzt; das Erdgeschoss wurde in ein Restaurant umgewandelt. und das erste Obergeschoss wurde zu einer elegante Pension mit sechs Zimmern. Die alten Temperamalereien, die die Räume bereicherten, wurden unter den Kalkschichten entdeckt und wiederhergestellt, auch wenn sie zum großen Teil wegen ihrer Vernachlässigung irreparabel beschädigt waren. Schließlich wurde im Jahre 2018 im Untergeschoss des Gebäudes und in den Kellern das ‚‚Museo del Culatello e del Masalén‘‘ untergebracht.

## Beschreibung

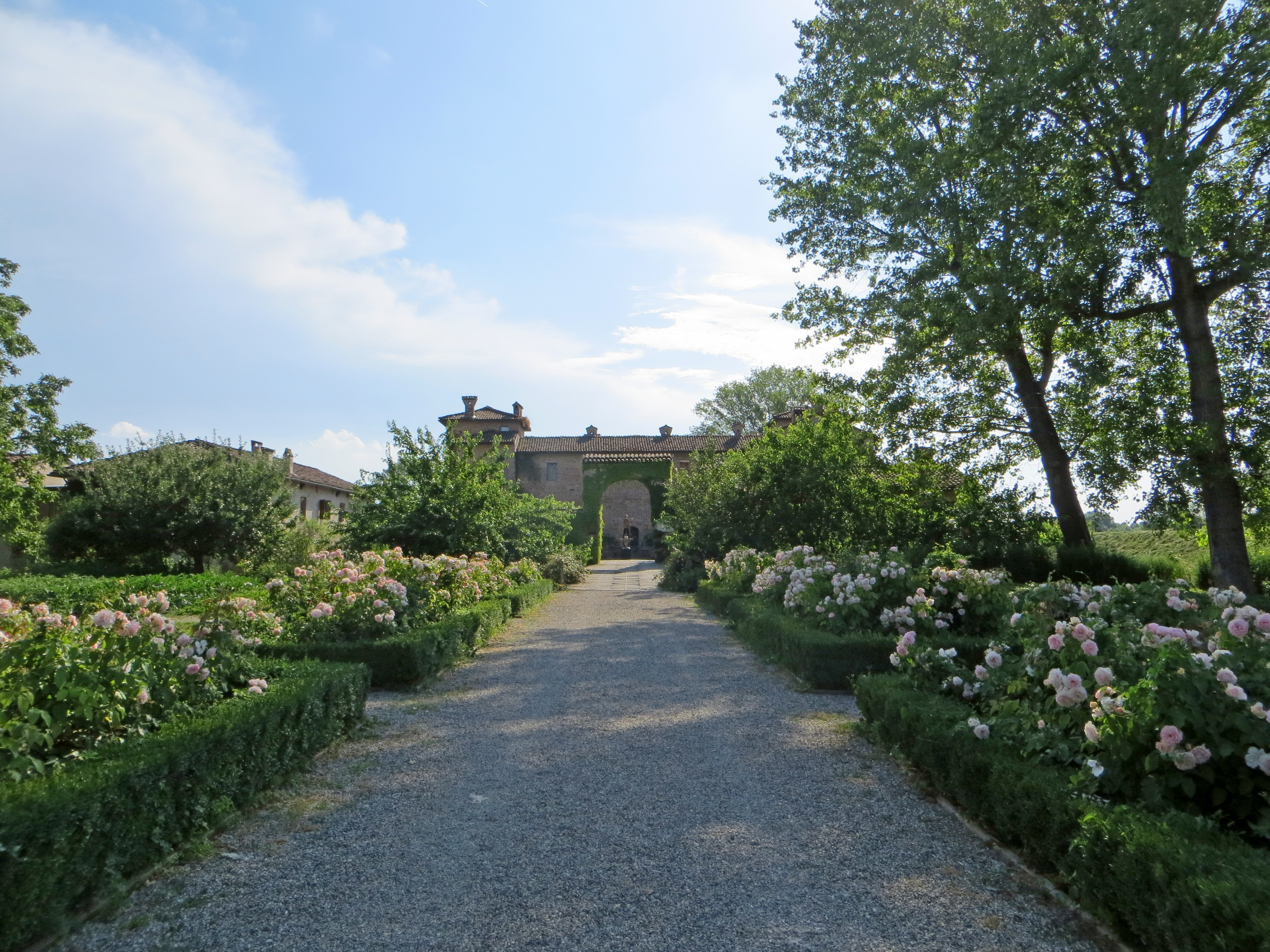
Zugangsallee

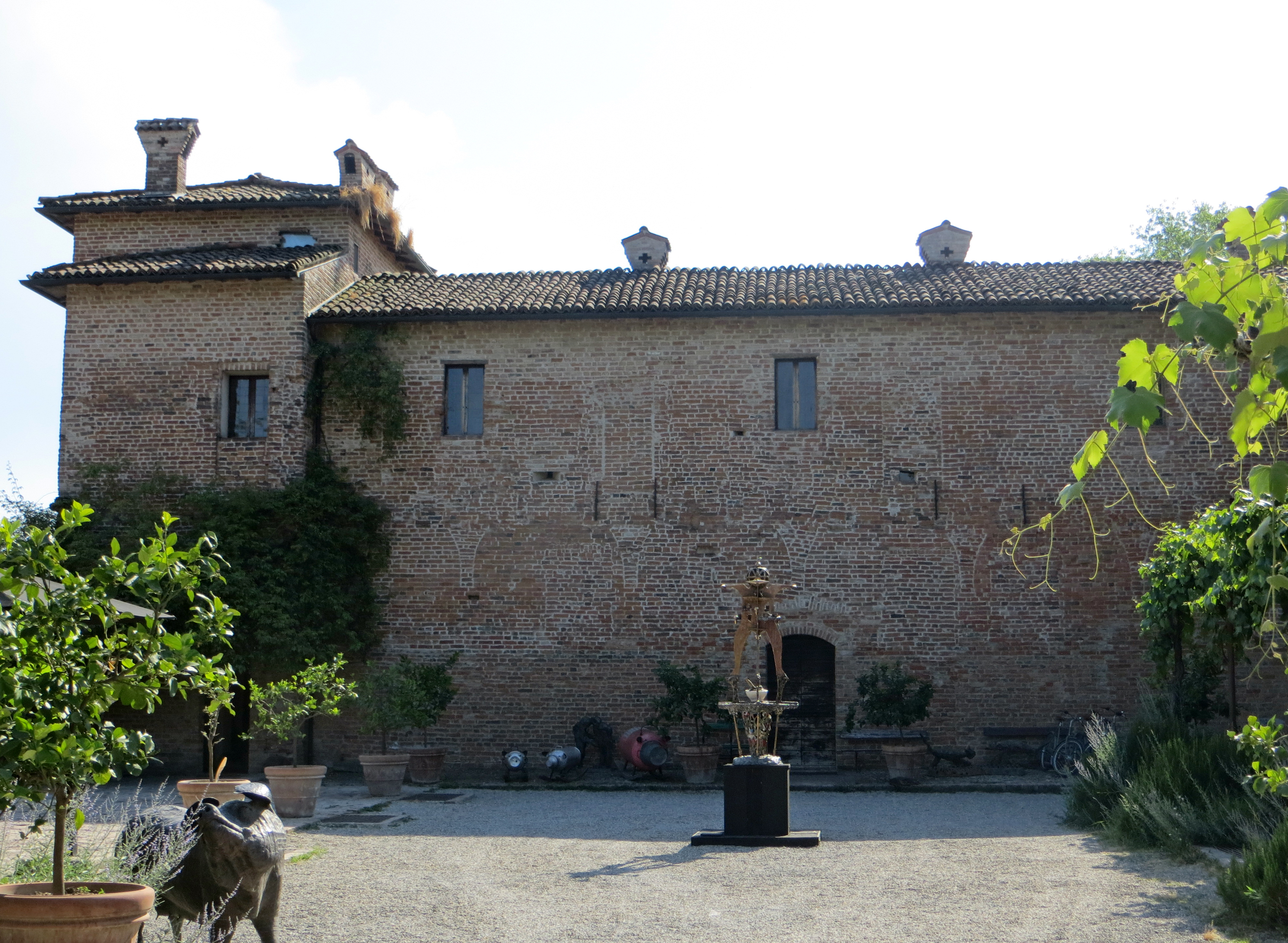
Innenhof

Das Gebäude ist um einen Innenhof in der Mitte herum errichtet, in den man über eine Brücke und durch einen Bogen aus Mauerwerk gelangt.
Der älteste Gebäudeteil liegt im Westen. An den Außenecken sieht man die beiden alten, vorspringenden Türme, die höher als der Mittelteil des Gebäudes sind. Die Symmetrie wird durch ein kleineres Fenster im Erdgeschoss gestört; es liegt in einem Gebäude aus Mauerziegeln ohne jeden Schmuck.

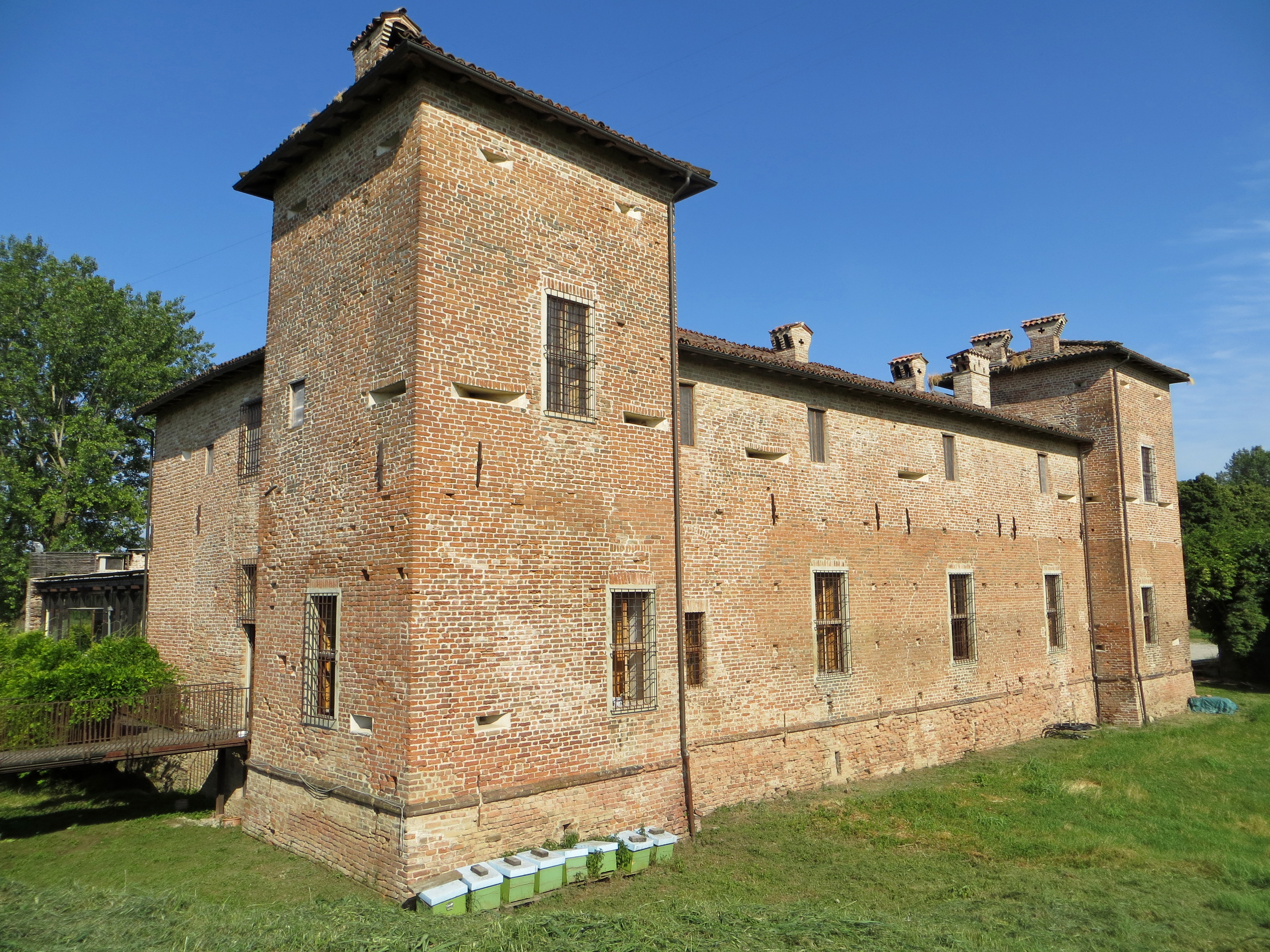
Rückfassade und Nordseite

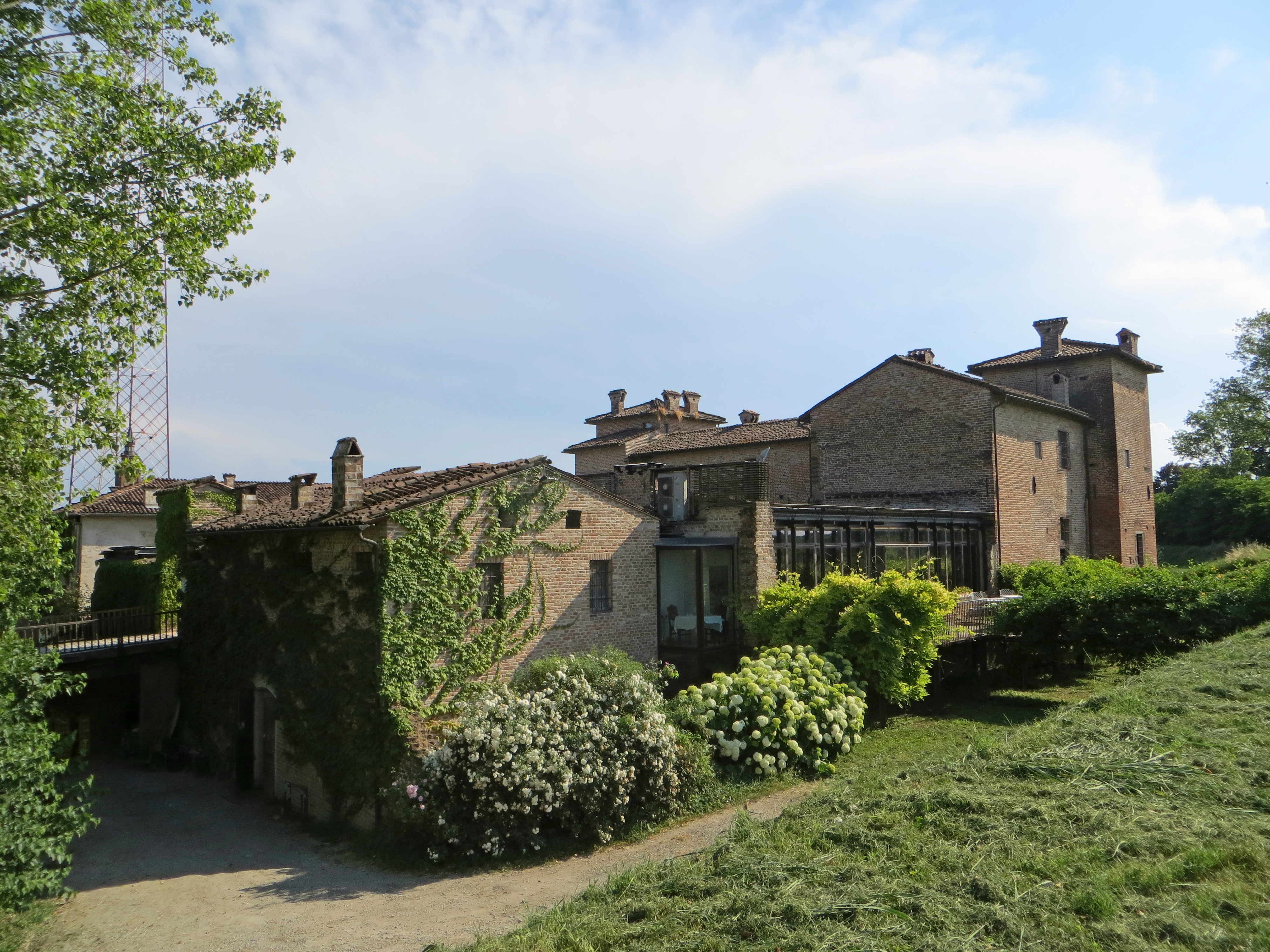
Nordseite

Im Gegensatz dazu zeigen die Innenräume verschiedene Elemente von Wert. Mehrere Säle im Erdgeschoss haben Schattengewölbedecken, die mit Temperaverzierungen bereichert sind; auch die Kaminkappen sind oft in dieser Art verziert. Aus dem 16. Jahrhundert stammen die Renaissancemalereien in den beiden Sälen auf der Südseite des Erdgeschosses; sie zeigen die Zyklen des Zodiak, bzw. des Olymps. Darüber hinaus gibt es Spuren eines Frieses in der Küche. Aus dem 17. Jahrhundert dagegen stammen die Malereien im mittleren Saal und einen angrenzenden Saal, die zahlreiche Wappen der Familie Pallavicino und ihrer Verwandten, bzw. einen Zyklus der vier Jahreszeiten, zeigen. An der Schwelle zum 18. Jahrhundert wurden auch die Verzierungen des Erdgeschossraums im Nordturm geschaffen, die sich thematisch um den Fluss Po und die Tätigkeiten ranken, die dort ausgeführt wurden. Die kleine Kapelle wurde schließlich Ende des 18. Jahrhunderts ausgemalt.
Im ersten Obergeschoss dagegen sich die Zimmer mit hölzernen Kassetten- oder Fachwerkdecken versehen.

### Besichtigungen
Das alte Landgut ist öffentlich zu besichtigen und ist Teil des Burgenkreises der Associazione dei Castelli del Ducato di Parma, Piacenza e Pontremoli.
Besichtigt werden können der Garten, der Innenhof, die freskenverzierten Säle und die Reifekeller. Darüber hinaus kann man das Landgut besuchen.